# Adelophryne baturitensis
Espèce
Statut de conservation UICN

 VU B1ab(iii) : Vulnérable
Adelophryne baturitensis est une espèce d'amphibiens de la famille des Eleutherodactylidae.

## Répartition
Cette espèce est endémique du Ceará au Brésil. Elle se rencontre entre 600 et 1 000 m d'altitude dans la Serra de Baturité.

## Étymologie
Son nom d'espèce, composé de baturit[é] et du suffixe latin -ensis, « qui vit dans, qui habite », lui a été donné en référence au lieu de sa découverte, la Serra de Baturité.

## Publication originale
- Hoogmoed, Borges & Cascon, 1994 : Three new species of the genus Adelophryne (Amphibia: Anura: Leptodactylidae) from northeastern Brazil, with remarks on the other species of the genus. Zoologische Mededelingen, vol. 68, no 15/25, p. 271-300 (texte intégral).